# Arceburgo
Arceburgo – miasto i gmina w Brazylii, w stanie Minas Gerais. Znajduje się w mezoregionie Sul e Sudoeste de Minas i mikroregionie São Sebastião do Paraíso.